# Іршанський титанорудний район
Іршанський титанорудний район Українського щита є найбільшим в Європі джерелом титанових руд. У колишньому Радянському Союзі Україна була монопольним виробником титанових концентратів (понад 90 % загальносоюзного виробництва).

## Характеристика
Титановорудні формації представлені циркон-ільменітовими розсипами, ільменітовою корою вивітрювання та ільменітовими габро. Ільменітові концентрати виробляє Іршанський ГЗК, а їх переробку здійснює Запорізький титано-магнієвий комбінат, Кримське ВО «Титан» і Сумське ВО «Хімпром».
Великим досягненням українських геологів було відкриття й оцінка у 1976–1980 роках потужного Стремигородського родовища апатит-ільменітових руд, пов'язаного з габро-троктолітами.
Родовище розташоване в південній частині Чоповицького габро-анортозитового масиву, який є складовою частиною великого Коростенського плутону гранітів рапаківі та габро-анортозитів середньопротерозойського віку.
Рудні габро-троктоліти являють собою штокоподібну інтрузію зональної будови. Рудне тіло площею 2,3x1 км² має у плані форму овалу, а у розрізі — воронки, простягається на глибину до 1200 м. Ільменітові руди мають вміст ТіО2 6,9-8,17 %,